# Mount Baldr, Nunavut
Mount Baldr är ett berg i Kanada.   Det ligger i territoriet Nunavut, i den östra delen av landet, 2 400 km norr om huvudstaden Ottawa. Toppen på Mount Baldr är 1 720 meter över havet.
Terrängen runt Mount Baldr är kuperad åt sydost, men åt nordväst är den bergig. Trakten runt Mount Baldr är nära nog obefolkad, med mindre än två invånare per kvadratkilometer.. Det finns inga samhällen i närheten. 
Trakten runt Mount Baldr är permanent täckt av is och snö.